# آزمایش اشترن-گرلاخ

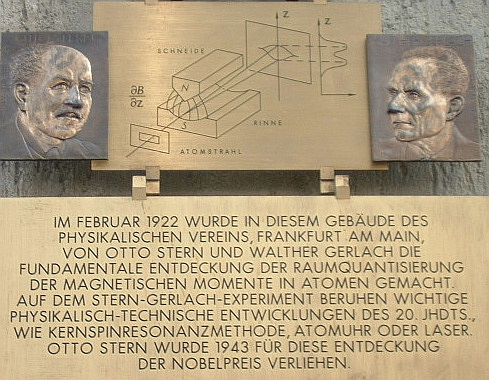
تابلوی یادبودی بر در دانشکده فیزیک دانشگاه فرانکفورت.

آزمایش اشترن-گرلاخ' آزمایشی در فیزیک است که نشان‌دهنده انحراف کوانتومی ذرات در میدان مغناطیسی است. این آزمایش به خوبی اصول پایه‌ای مکانیک کوانتومی را نشان می‌دهد. این آزمایش نشان می‌دهد که الکترون‌ها ذاتاً ویژگی‌های کوانتومی دارند، و این که چه طور اندازه‌گیری در مکانیک کوانتومی روی چیزی که اندازه‌اش می‌گیریم تأثیر می‌گذارد.
این آزمایش به افتخار اتو اشترن و والتر گرلاخ نام‌گذاری شده‌است، که این دو برای اولین بار این آزمایش را انجام دادند.

## پایه‌های نظری و شرح آزمایش
اتو اشترن و والتر گرلاخ سال ۱۹۲۲ در دانشگاه فرانکفورت آزمایشی ابداع کردند تا ببینند که آیا ذرات تکانه زاویه‌ای ذاتی دارند یا نه. در یک سیستم کلاسیکی مانند زمین که به دور خورشید می‌گردد، زمین دارای تکانه زاویه‌ای است که هم به خاطر چرخش زمین به دور خورشید و هم به خاطر چرخش زمین به دور محور خود است. اگر الکترون مانند یک دوقطبی الکتریکی کلاسیک باشد که به دور محور خود می‌چرخد، در یک میدان مغناطیسی به خاطر گشتاور ناشی از میدان به دور راستای میدان می‌چرخد.

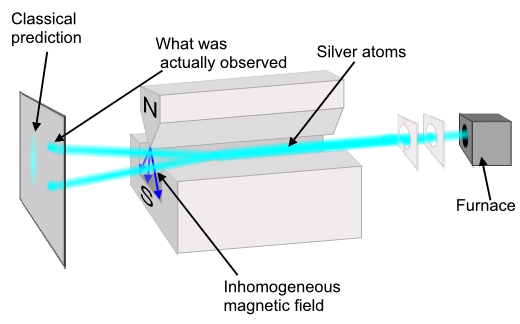
اجزای اصلی یک آزمایش اشترن-گرلاخ.

اگر ذره در یک میدان مغناطیسی یکنواخت باشد، نیروی وارد بر دو سوی دوقطبی یکدیگر را خنثی می‌کنند و مسیر ذره راست می‌ماند. (برای پرهیز از نیروی لورنتس که به ذرات باردار درحال‌حرکت وارد می‌شود، می‌توانیم آزمایش را به جای الکترون‌های باردار با اتم‌های خنثیی نقره که یک الکترون در لایهٔ بیرونی دارند انجام دهیم. هر چند که اگر ذره باردار باشد، با اِعمال یک میدان الکتریکی در جهت مناسب به‌سادگی می‌توان اثر نیروی لورنتس را از بین برد. از آن‌جا که آزمایش اشترن-گرلاخ تنها تکانه زاویه‌ای را می‌سنجد، بار ذرات نقشی در نتیجهٔ آزمایش ندارد)
اما اگر ذره در یک میدان مغناطیسی نایکنواخت باشد، نیروی وارد بر یک سوی دوقطبی کمی بیشتر از سوی دیگر است و نیروی خالصی به آن وارد می‌شود. این نیرو ذره را در یک جهت منحرف می‌کند. جهت انحراف را معمولاً در راستای محور "z" می‌گیرند.
اگر ذره‌های آزمایش، ذرات چرخان کلاسیک باشند، سوی بردار تکانه زاویه‌ای آن‌ها تصادفی خواهد بود. از همین رو، هر ذره مقدار متفاوتی به سمت بالا یا پایین منحرف خواهد شد. در این صورت، باریکهٔ ورودی ذره‌ها روی پرده نوار یکنواختی تشکیل می‌دهد؛ ولی در آزمایش دیده می‌شود که ذره‌ها تنها به سمت بالا یا پایین و آن هم به مقدار مشخصی منحرف می‌شوند. این نتیجه نشان می‌دهد که تکانه زاویه‌ایِ اسپینی گسسته‌است، و فقط مقدارهای مشخصی به خود می‌گیرد. طیف پیوسته‌ای از تکانه زاویه‌ای وجود ندارد.
برای توصیف ریاضی ذره‌ها که اسپین {\displaystyle +{\frac {1}{2}}} دارند، بهترین راه به‌کاربردن نمادگذاری برا-کت است. وقتی که ذرات از دستگاه اشترن-گرلاخ می‌گذرند، آن‌ها «اندازه‌گرفته می‌شوند.» عمل مشاهده در مکانیک کوانتومی معادل است با سنجش آن‌ها. دستگاه اندازه‌گیری آن‌ها همان آشکارساز اشترن-گرلاخ است که می‌تواند یکی از دو مقدار ممکن، اسپین بالا یا پایین، را بسنجد. عمل مشاهده متناظر است با اثر دادن عملگر Jz. به زبان ریاضی،
{\displaystyle |\psi _{z}\rangle =c_{1}\left|\psi _{j_{z}=+{\frac {\hbar }{2}}}\right\rangle +c_{2}\left|\psi _{j_{z}=-{\frac {\hbar }{2}}}\right\rangle }

## آزمایش‌های پی‌درپی
اگر چند آزمایش اشترن-گرلاخ را پشت سر هم قرار دهیم، به روشنی می‌فهمیم که آن‌ها با دستگاه‌های اندازه‌گیری کلاسیک فرق دارند و حالت ذرهٔ مشاهده‌شده را مطابق قوانین کوانتومی تغییر می‌دهند:
تصویر اول نشان می‌دهد وقتی باریکه مورد نظر از دستگاه اشترن- گرلاخ دوم می‌گذرد این بار فقط اسپین‌های در جهت z+ خارج می‌شوند. در تصویر دوم این‌طور نیست. همان باریکه اسپینی که فقط در جهت z+ خارج شده بود بعد از گذر از میدانی که در راستای محور xها است دوباره به دو باریکه در جهت x- و x+ تجزیه می‌شود و این خود از جنبه‌های شگفت آمیز این آزمایش است.
تصویر سوم پیچیدگی این آزمایش را نشان می‌دهد.

## آزمایش اشترن گرلاخ با الکترونهای آزاد
بوهر، پائولی و مات بر این فکر بودند که با توجه به ضریب مگنتون بوهر در مقایسه با گرادیان میدان مغناطیسی امکان روئیت چنین پدیده‌ای در عمل وجود نخواهد داشت و عدم امکان روئیت اسپینهای الکترونهای آزاد یک اصل کلی است و هرگز نمی‌توان این آزمایش را با مفاهیم کلاسیکی مسیر بیان نمود.
ترکیب مکانیک نیوتونی و مکانیک کوانتومی در این مورد هرگونه استدلالی را همراه با تردید می‌کند.
تا کنون سوالات زیادی در مورد امکان آزمایش پدیده اشترن گرلاخ با الکترون مطرح شده‌است، آیا واقعاً امکان اندازه‌گیری اسپین الکترون امکان پذیراست یا نه؟
استنهولم و گاراوی در سال ۱۹۹۹ به کمک تحلیل بسته‌های موج در مکانیک کوانتومی توانستند ثابت کنند که امکان رویت پدیده اشترن گرلاخ برای الکترون‌های آزاد وجود دارد. در سال ۲۰۰۱ باتلان و گالوپ نشان دادند که با توجه به تقریب نیمه کلاسیک جداشدگی اسپین‌ها از هم امکان‌پذیر است.